# Nikolai Gavrilovich Chernyshevsky
Nikolay Gavrilovich Chernyshevsky (Phiên âm tiếng Việt: Sécnưsépxki; sinh 24/7/1828, mất 29/10/1889) là một nhà văn, nhà phê bình, nhà báo người Nga, ông thường được xem là một người theo Chủ nghĩa xã hội không tưởng và là nhà tư tưởng dẫn đầu trong chủ thuyết hư vô tại Nga. Mặc dù giành phần lớn nửa sau cuộc đời bị lưu đày tại Siberia, ông vẫn được xem là một tri thức nổi bật trong phong trào cách mạng dân chủ ở Nga những năm 1860 và được đánh giá cao bởi Karl Marx, Georgi Plekhanov và Lenin sau này.

## Tiểu sử
Là con của một linh mục, Chernyshevsky được sinh ra tại Saratov năm 1828 và sống tại đây đến năm 1846. Ông đã được học tiếng Anh, Pháp, Đức, Ý, Latin, Hy Lạp và tiếng Slav Giáo hội cổ tại một chủng viện địa phương. Đây cũng là nơi khơi nguồn cho ông niềm đam mê văn học. Tại Đại học ở Sankt-Peterburg, ông phải thường xuyên chống chọi với cái lạnh và xoay sở nhiều việc để giữ ấm cho căn phòng của mình. Ông có một quyển nhật ký ghi lại những thứ lặt vặt (Ví dụ: số giọt nước mắt ông đã rơi trước cái chết của một người bạn.) Đây cũng là giai đoạn ông trở thành một người vô thần.
Ông được truyền cảm hứng từ các tác phẩm của Hegel, Feuerbach và Charles Fourier nhưng đặc biệt hơn cả là từ các quan điểm của Vissarion Belinsky và Alexander Herzen. Sau khi tốt nghiệp Đại học St. Petersburg vào năm 1850, ông dạy văn tại một trường cấp 2 (gymnasium) ở Saratov.

## Sáng tác
- Aesthetic Relations of Art to Reality From:Russian Philosophy Volume II: The Nihilists, The Populists, Critics of Religion and Culture, Quadrangle Books 1965;
- Essays on the Gogol Period in Russian Literature
- Critique of Philosophical Prejudices Against Communal Ownership
- The Anthropological Principle in Philosophy
- What Is to Be Done? (1863), tiểu thuyết
- Prologue: A Novel for the Beginning of the 1860s (1870), tiểu thuyết
- The Nature of Human Knowledge

## Tưởng niệm

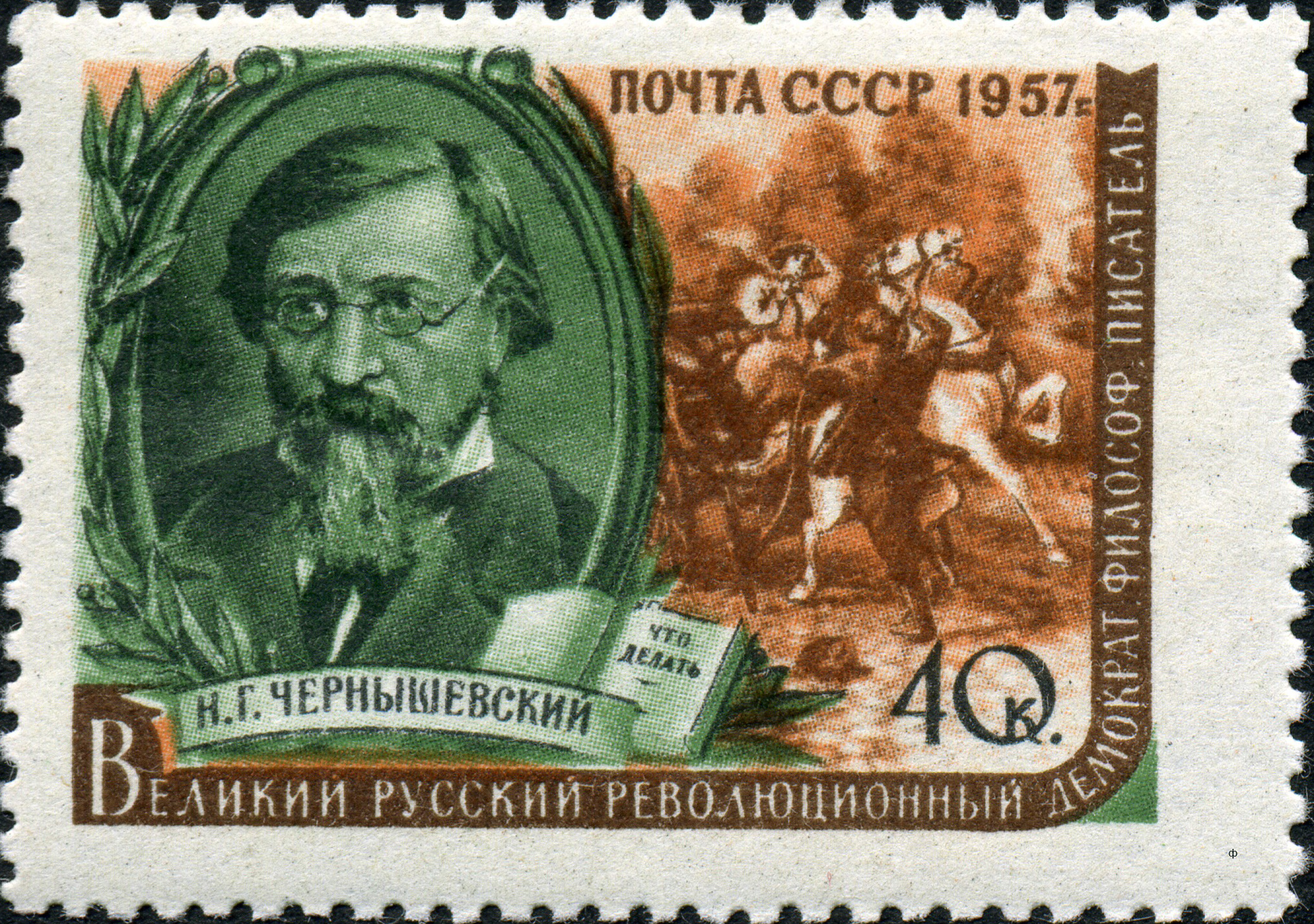
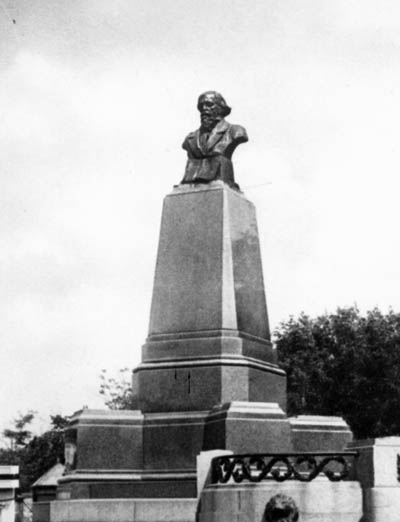
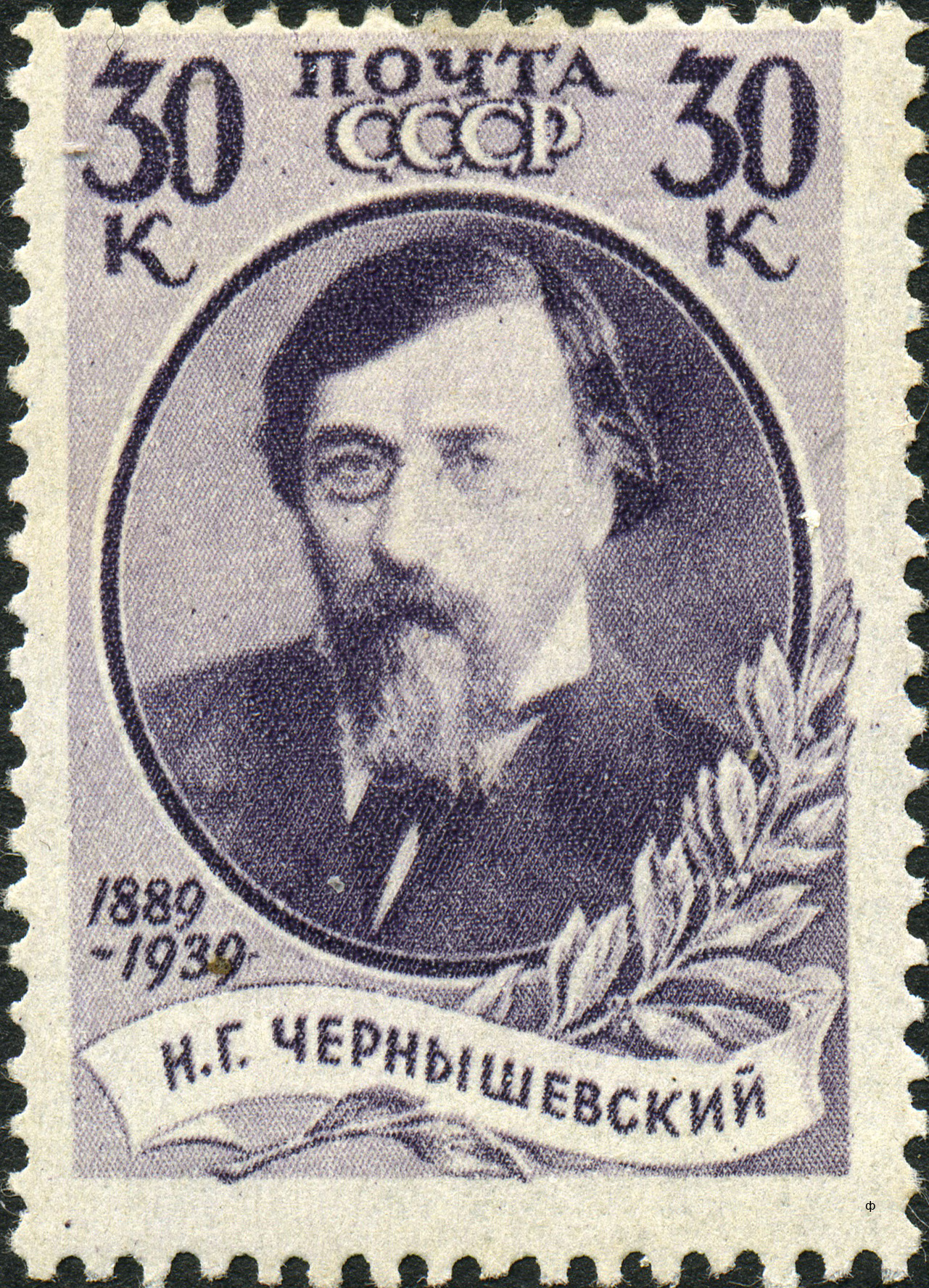
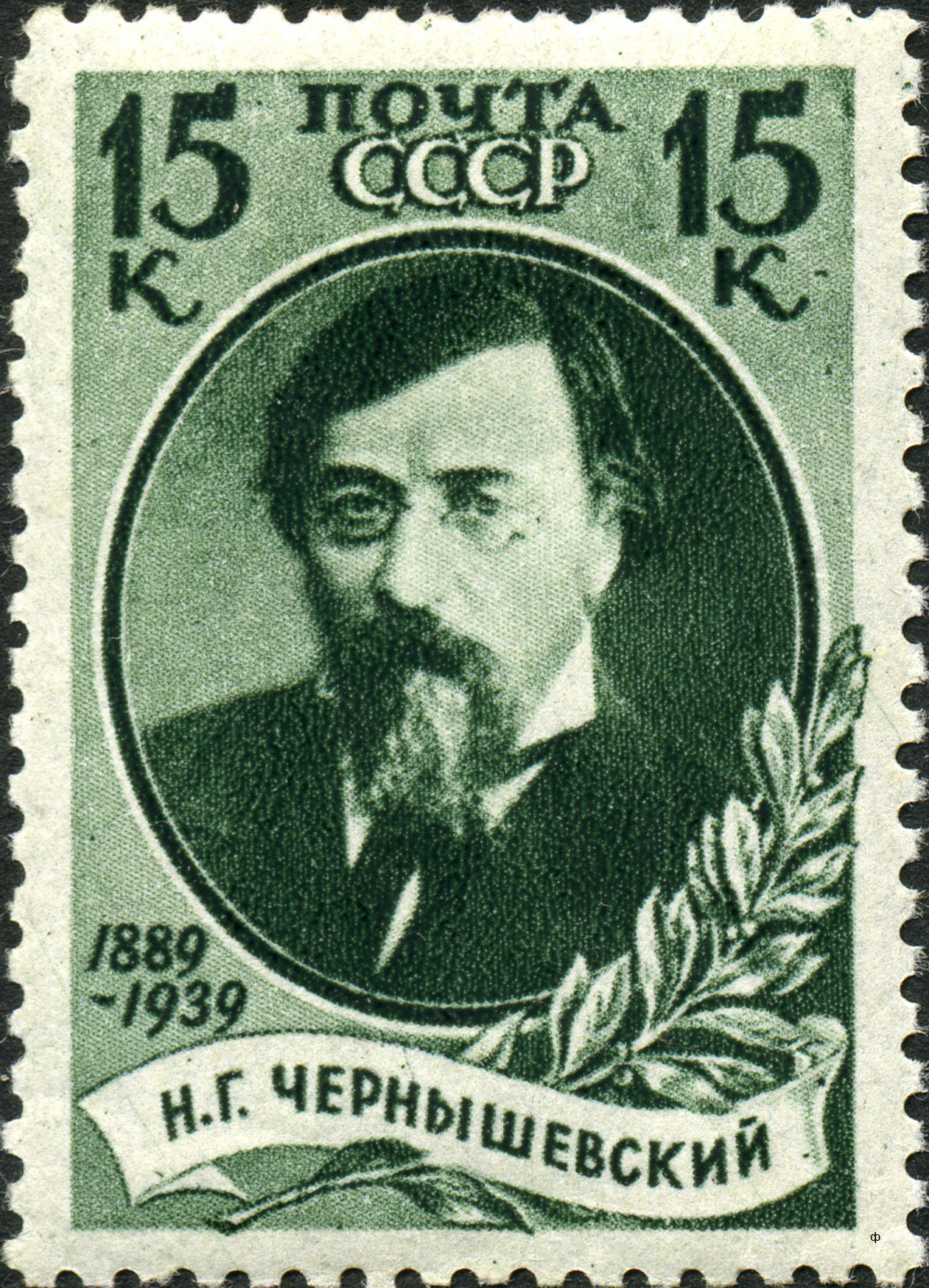
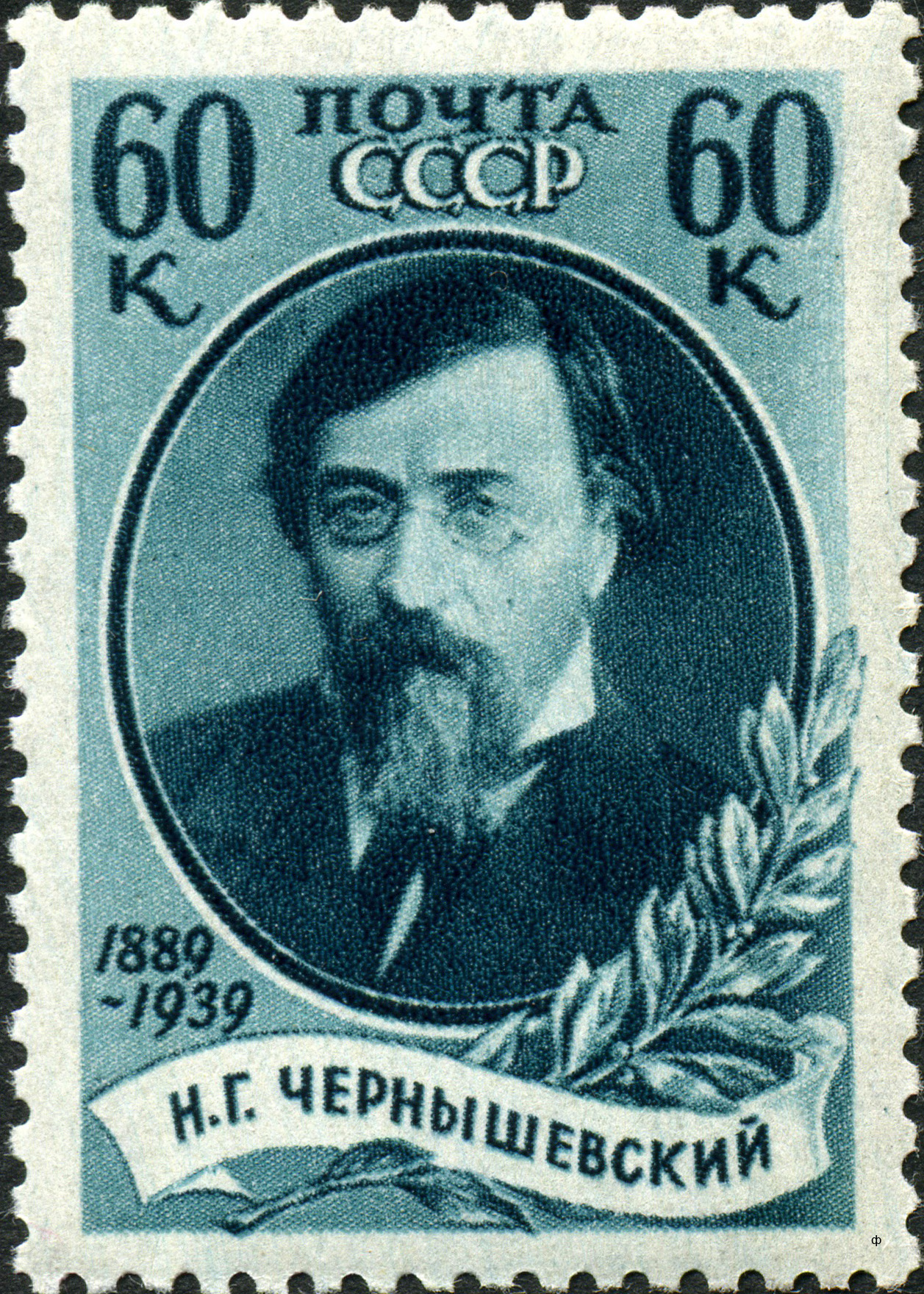
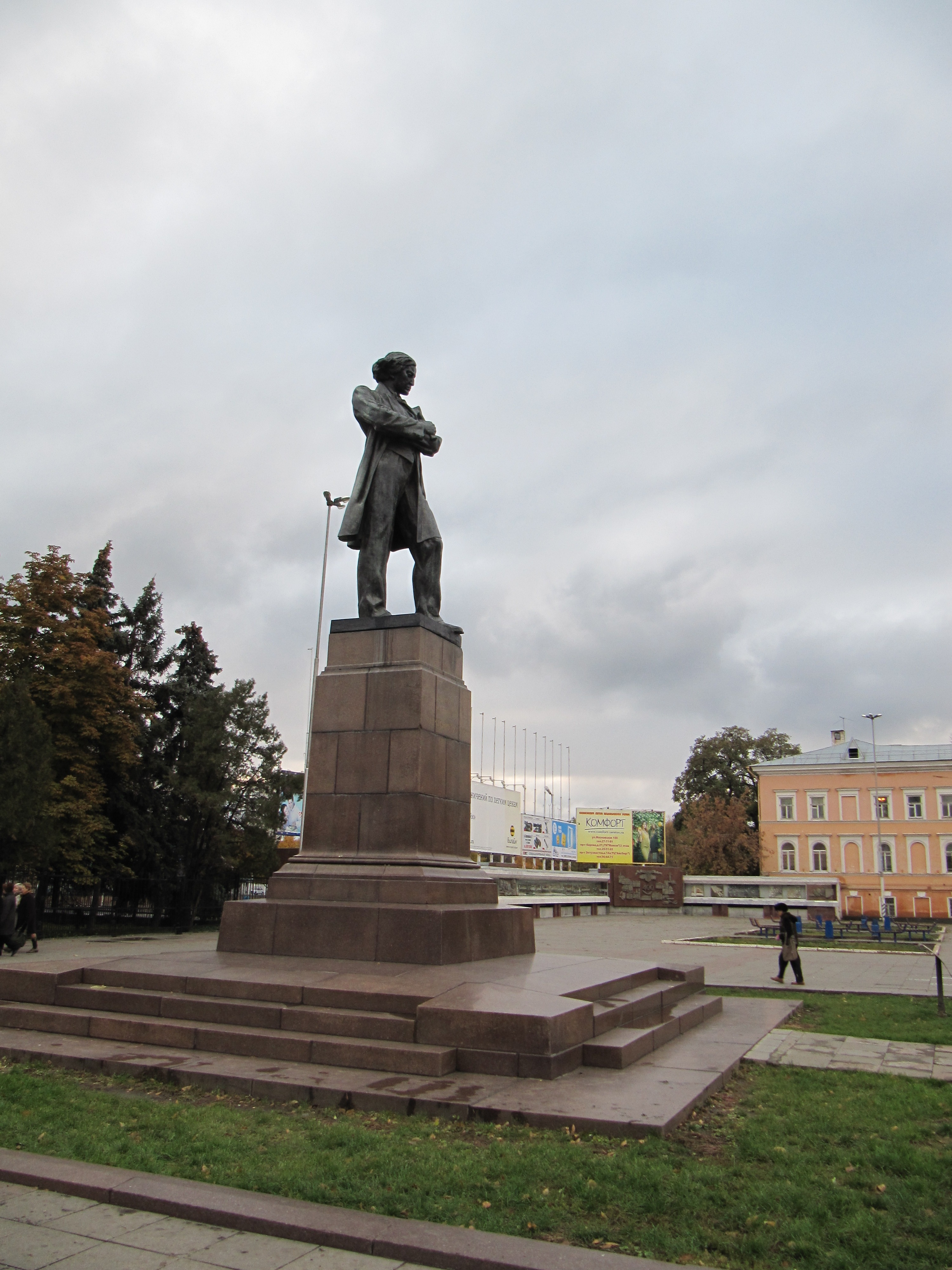
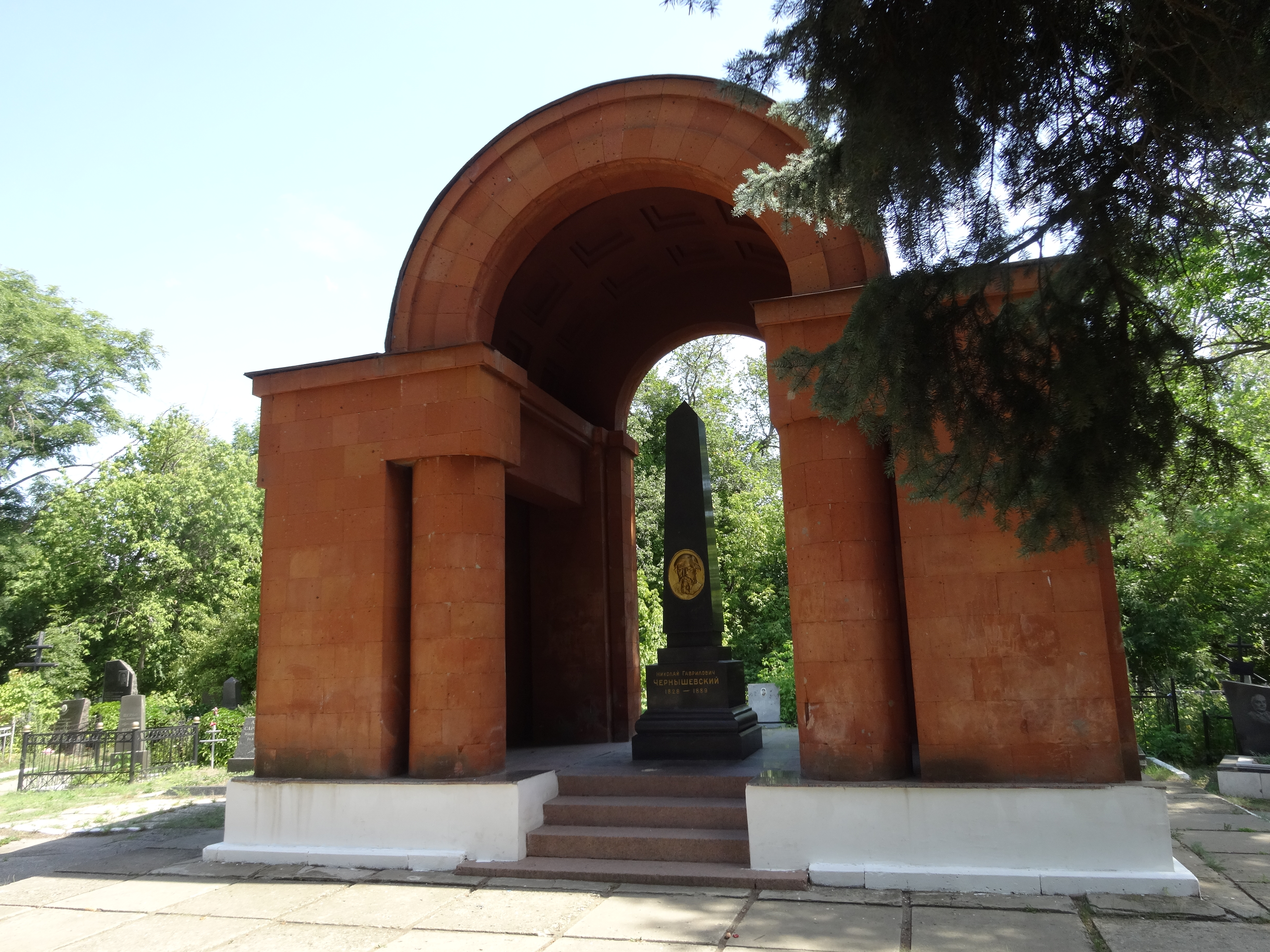
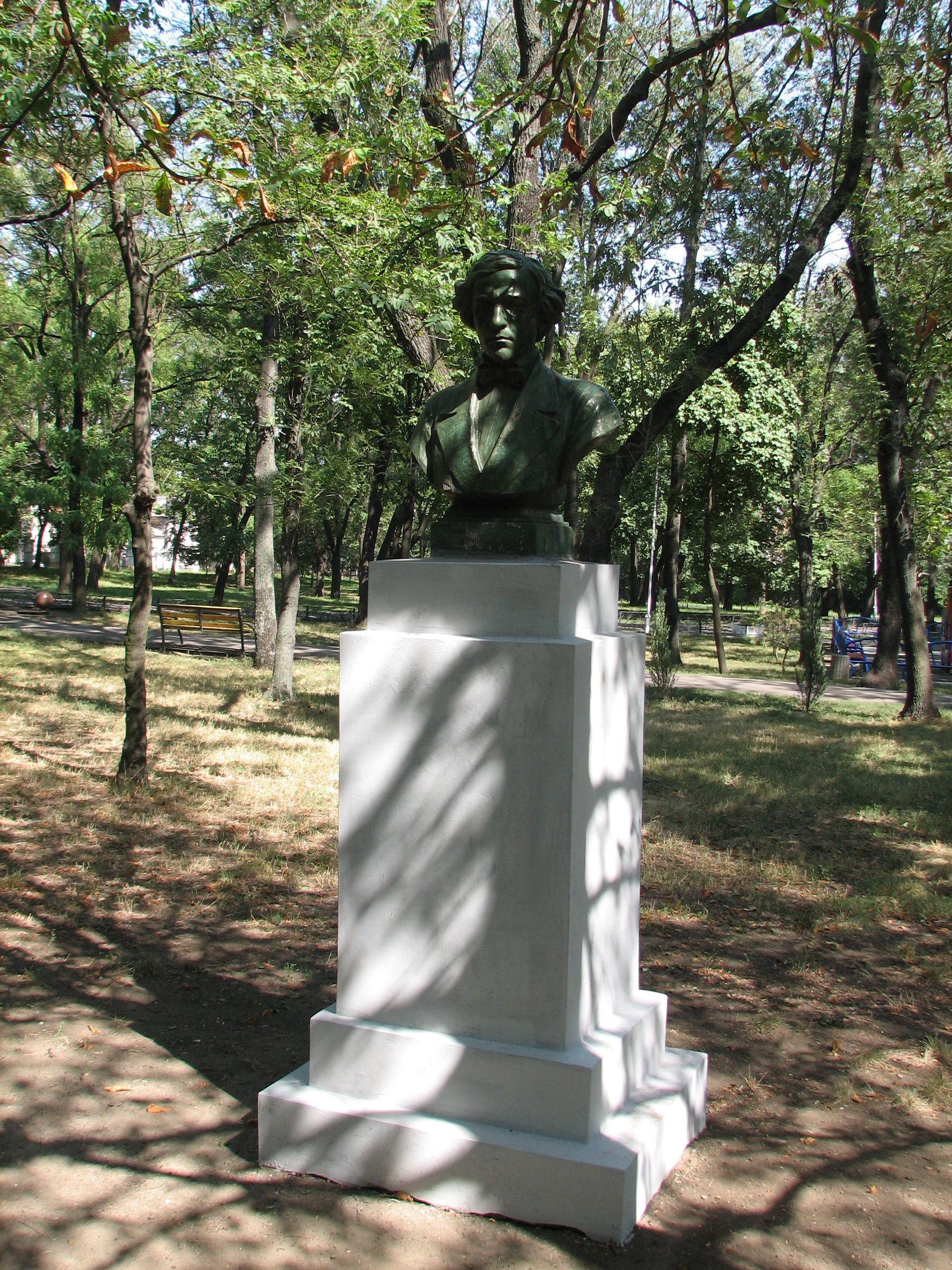